# Columnea trollii
Columnea trollii är en tvåhjärtbladig växtart som beskrevs av Rudolf Mansfeld. Columnea trollii ingår i släktet Columnea och familjen Gesneriaceae. Inga underarter finns listade i Catalogue of Life.